# زلزال مينو-أواري 1891
زلزال مينو-أواري (濃尾地震) هو زلزال كبير وقع في اليابان في 28 أكتوبر 1891. حجم الزلزال M8.0. تسبب الزلزال في أضرار كارثية وقتل 7273 شخصا.

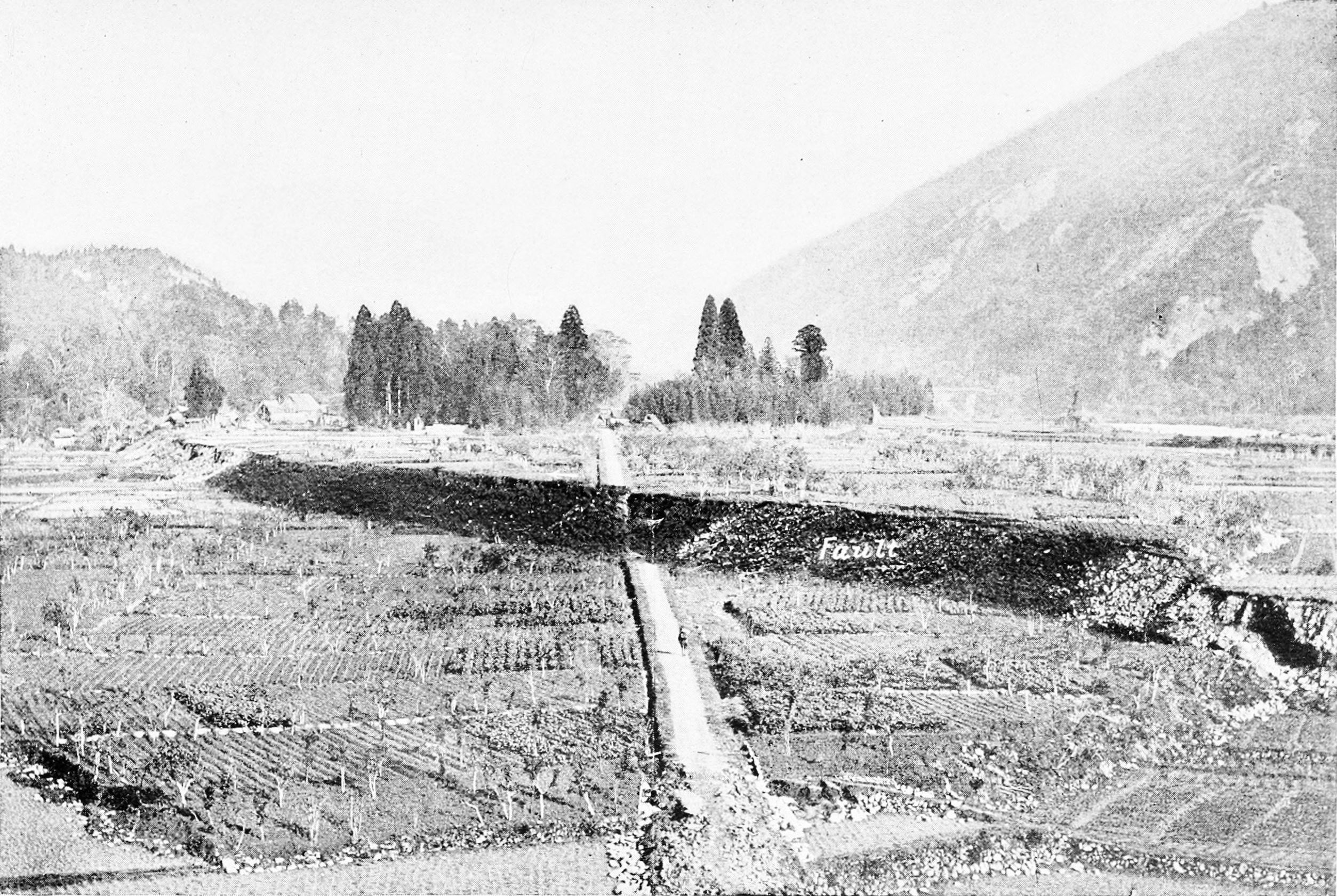
Neodani Fault

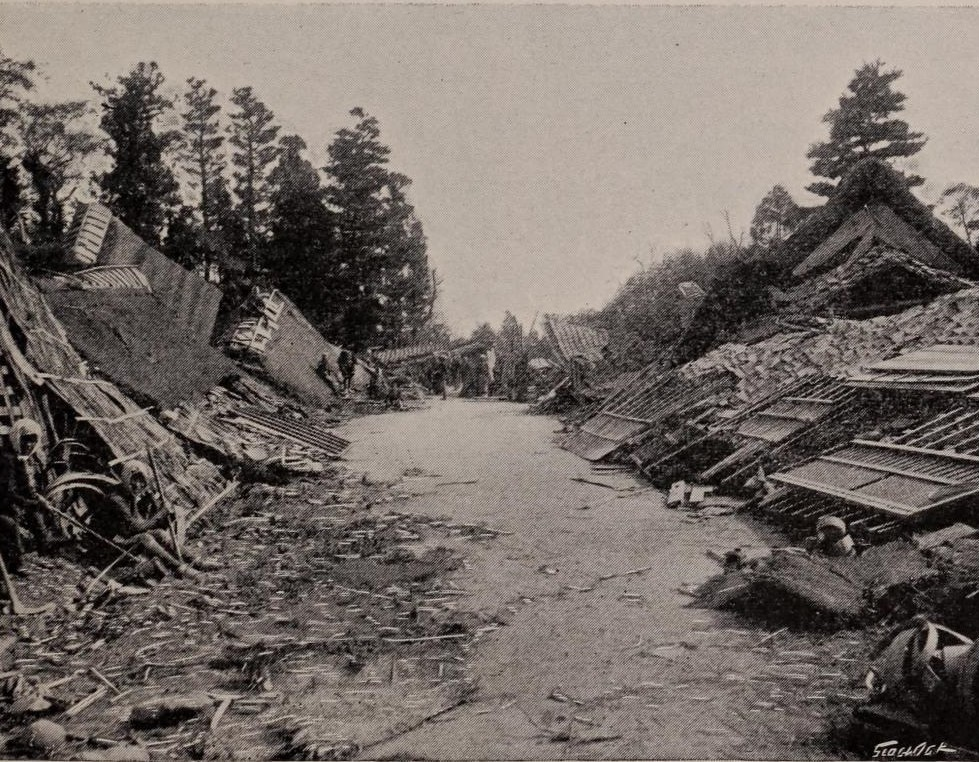
Damages 1891 Mino-Owari earthquake